# 6. Nemzetközi Matematikai Diákolimpia
A 6. Nemzetközi Matematikai Diákolimpiát (1964) a Szovjetunióban, Moszkvában rendezték. Kilenc ország hetvenkét versenyzője vett részt rajta. Először indult a versenyen nem európai ország: Mongólia. Magyarország három arany-, egy ezüst-, egy bronzérmet szerzett, összpontszámával pedig 2. lett az országok között. 
(Az elérhető maximális pontszám: 8×42=336 pont volt)

## Országok eredményei pont szerint
|    | Ország        | Pont | Arany | Ezüst | Bronz |
| -- | ------------- | ---- | ----- | ----- | ----- |
| 1. | Szovjetunió   | 269  | 3     | 1     | 3     |
| 2. | Magyarország  | 253  | 3     | 1     | 1     |
| 3. | Románia       | 213  | 0     | 2     | 3     |
| 4. | Lengyelország | 209  | 1     | 1     | 3     |
| 5. | Bulgária      | 198  | 0     | 0     | 3     |
| 6. | NDK           | 196  | 0     | 1     | 2     |
| 7. | Csehszlovákia | 194  | 0     | 2     | 2     |
| 8. | Mongólia      | 169  | 0     | 0     | 1     |
| 9. | Jugoszlávia   | 155  | 0     | 1     | 1     |

## A magyar csapat
A magyar csapat tagjai voltak:
| Név              | Évfolyam | Iskola                              | Város    | Díj   |
| ---------------- | -------- | ----------------------------------- | -------- | ----- |
| Gerencsér László | IV. o.   | II. Rákóczi F. Gimn.                | Budapest | Arany |
| Lovász László    | II. o.   | Fazekas M. Gyakorló Gimn.           | Budapest | Arany |
| Pelikán József   | II. o.   | Fazekas M. Gyakorló Gimn.           | Budapest | Arany |
| Berkes István    | II. o.   | Fazekas M. Gyakorló Gimn.           | Budapest | Ezüst |
| Makai Endre      | III. o.  | Eötvös József Gimnázium             | Budapest | Bronz |
| Corradi Gábor    | IV. o.   | Szt. Benedek-rendi Czuczor G. Gimn. | Győr     |       |
| Freud Róbert     | III. o.  | Bolyai János Gimn.                  | Budapest |       |
| Komor Tamás      | IV. o.   | Fazekas M. Gyakorló Gimn.           | Budapest |       |

A csapat vezetője Hódi Endre volt.